# 波羅什科沃
48°39′59″N 22°45′5″E / 48.66639°N 22.75139°E
波羅什科沃（羅馬化：Poroshkovo）是烏克蘭西部外喀爾巴阡州的烏日霍羅德區圖爾伊梅雷特市鎮的村莊，該村始建於1357年，面積54.72平方公里，2001年人口3,821，人口密度每平方公里69.83人。